# Guns 1748
Pour plus de détails, voir Fiche technique et Distribution.
Guns 1748 (Plunkett & Macleane) est un film britannique réalisé par Jake Scott, sorti le 22 janvier 1999.

## Synopsis
En 1748, un aristocrate endetté, Macleane, fait la connaissance d'un bandit du nom de Will Plunkett. Envoyés ensemble en prison alors que Plunkett était poursuivi par l'inspecteur Chance et que Macleane se trouvait là par hasard, ils forment un duo qui multiplie braquages et conquêtes féminines. Macleane est renseigné par les indiscrétions son ami aristocrate lord Rochester et tombe amoureux de Lady Rebecca Gibson.  
Le duo, rendu célèbre, continue ses activités jusqu'au jour où Macleane est rendu de moins en moins vigilant par son amour pour la belle. Chance, inspecteur sadique et pugnace qui rêve de faire pendre les deux complices, finit par connaître l'identité de Macleane et tue Lord Gibson, père de Rebecca, en faisant accuser Macleane du meurtre. Le gibet est dressé pour pendre ce dernier mais Plunkett arrive au dernier moment et le sauve. Avec l'aide de Rochester, le duo, rejoint par Rebecca, s'échappe par les égouts et part pour l'Amérique, Plunkett tuant Chance d'un coup de pistolet.

## Fiche technique
- Titre : Guns 1748
- Titre original : Plunkett & Macleane
- Réalisation : Jake Scott
- Scénario : Robert Wade, Neal Purvis et Charles McKeown
- Production : Tim Bevan, Eric Fellner, Rupert Harvey, Jonathan Finn, Natascha Wharton et Gary Oldman
- Musique : Craig Armstrong et The Tiger Lillies
- Photographie : John Mathieson
- Montage : Oral Norrie Ottey
- Décors : Norris Spencer
- Costumes : Janty Yates
- Pays d'origine : Royaume-Uni
- Langue : anglais
- Format : Couleurs - 2,35:1 - DTS - 35 mm
- Genre : Action, aventure et comédie noire
- Durée : 93 minutes
- Dates de sortie : 22 janvier 1999 (Danemark), 2 avril 1999 (Royaume-Uni), 8 septembre 1999 (France)

## Distribution
- Jonny Lee Miller (VF : Jean-Pierre Michaël) : Macleane
- Robert Carlyle (VF : Boris Rehlinger) : Plunkett
- Liv Tyler (VF : Virginie Méry) : Lady Rebecca Gibson
- Ken Stott : Chance
- Alan Cumming : Lord Rochester
- Michael Gambon (VF : Bernard Dhéran) : Lord Gibson
- Tommy Flanagan : Eddie
- Iain Robertson : Bob
- Stephen Walters : Dennis
- James Thornton : Catchpole
- Terence Rigby : Harrison
- Christian Camargo : Lord Pelham
- Karel Polisensky : Prêtre
- Neve McIntosh : Liz
- Matt Lucas : Sir Oswald
- David Walliams : Vicomte Bilston
- David Foxxe : Lord Ketch
- Noel Fielding : Brothel Gent